# Секретоміка
Секретоміка — розділ протеоміки, що вивчає всі клітинові білки що секретуються, тканину або організм . Білки що секретуються не тільки залучені в безлічі різних фізіологічних процесів, включаючи передачу клітинного сигналу та ремоделювання позаклітинного матриксу, а й є невід'ємною частиною інвазії і метастазування злоякісних клітин . Секретоміка, таким чином, важлива у виявленні біомаркерів раку.